# Oldham Athletic A.F.C.
Oldham Athletic Association Football Club – angielski klub piłkarski, który rozgrywa swoje mecze na stadionie Boundary Park w Oldham. Popularni The Latics grają obecnie w League Two.

## Obecny skład
Stan na 1 marca 2021
| Nr | Poz. | Piłkarz                                      |
| -- | ---- | -------------------------------------------- |
| 1  | BR   | Ian Lawlor (wyp. z Doncaster Rovers)         |
| 2  | OB   | Harry Clarke (wyp. z Arsenalu)               |
| 3  | OB   | Cameron Borthwick-Jackson                    |
| 4  | OB   | Sido Jombati                                 |
| 5  | OB   | Carl Piergianni                              |
| 6  | PO   | Ben Garrity (wyp. z Blackpool F.C.)          |
| 7  | NA   | George Blackwood                             |
| 8  | PO   | Callum Whelan                                |
| 10 | PO   | Davis Keillor-Dunn                           |
| 11 | PO   | Bobby Grant (wyp. z Wrexham F.C.)            |
| 14 | PO   | Dylan Fage                                   |
| 15 | OB   | Kyle Jameson                                 |
| 16 | PO   | Brice Ntambwe                                |
| 17 | PO   | Serhat Tasdemir (wyp. z Peterborough United) |
| 18 | NA   | Conor McAleny                                |
| 19 | NA   | Zak Dearnley                                 |

| Nr | Poz. | Piłkarz                               |
| -- | ---- | ------------------------------------- |
| 20 | OB   | Andrea Badan                          |
| 21 | NA   | Marcel Hilßner (wyp. z Coventry City) |
| 22 | OB   | Raphaël Diarra                        |
| 23 | PO   | Nicky Adams                           |
| 24 | PO   | Dylan Bahamboula                      |
| 25 | PO   | Alfie McCalmont (wyp. z Leeds United) |
| 26 | NA   | Marcus Barnes                         |
| 27 | NA   | Vani Da Silva                         |
| 28 | PO   | Ben Hough                             |
| 29 | NA   | Junior Luamba                         |
| 30 | BR   | Mackenzie Chapman                     |
| 31 | OB   | David Wheater ()                      |
| 32 | OB   | Will Sutton                           |
| 33 | BR   | Laurence Bilboe                       |
| 34 | NA   | Harry Vaughan                         |
| 59 | PO   | Jack Williams                         |

### Gracze na wypożyczeniu[3]
| Nr | Poz. | Piłkarz                                  |
| -- | ---- | ---------------------------------------- |
| –  | BR   | Gary Woods (w Aberdeen, do 31 maja 2021) |

## Sukcesy
- Division One
  - wicemistrz (1): 1914/1915
- Puchar Anglii
  - półfinał (3): 1912/1913, 1989/1990, 1993/1994
- Puchar Ligi
  - finalista (1): 1989/1990